# Laifour
Laifour est une commune française, située dans le département des Ardennes en région Grand Est.

## Géographie

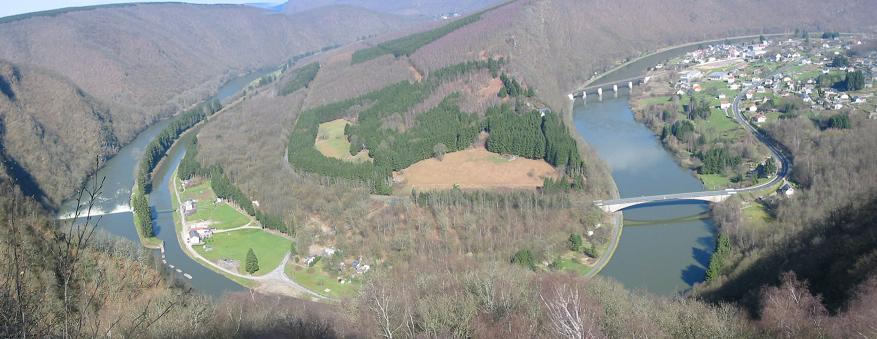
La Meuse à Laifour vu depuis Les Dames de Meuse.

|             | Revin   |           |
| Les Mazures | Laifour | Monthermé |
|             | Deville |           |

Le village de Laifour est situé dans une des boucles du fleuve la Meuse, sur la rive gauche.
Il se situe le long de la départementale D1, entre les villages de Deville (en amont) et d'Anchamps (en aval). 
Le village lui-même est dominé par des collines dont le rocher des Dames de Meuse, qui tire son nom d'une légende locale  datant de la fin du XIXe siècle, ayant pour contexte l'infidélité des épouses de trois croisés partis en terre sainte.
Laifour a adhéré à la charte du parc naturel régional des Ardennes, à sa création en décembre 2011.

### Hydrographie
La commune est dans le bassin versant de la Meuse au sein du bassin Rhin-Meuse. Elle est drainée par la Meuse, le canal de l'Est Branche-Nord et le ruisseau de la Petite Commune,.
La Meuse, d'une longueur de 486 km, est un fleuve européen qui prend sa source en France, dans la commune du Châtelet-sur-Meuse, à 409 mètres d'altitude, et se jette dans la mer du Nord après un cours long d'approximativement 950 kilomètres traversant la France, la Belgique et les Pays-Bas. Le bourg est situé dans un méandre en rive droite de la Meuse, qui enserre une grnde partie du territoire communal, sur une longueur d'environ 4,2 km.
Le canal de l'Est Branche-Nord, d'une longueur de 141 km, est un chenal et un cours d'eau naturel navigable qui relie Givet à Troussey, où il rejoint le canal de la Marne au Rhin. Il se superpose, dans la commune, à la Meusesur une longueur d'environ 0,2 km.

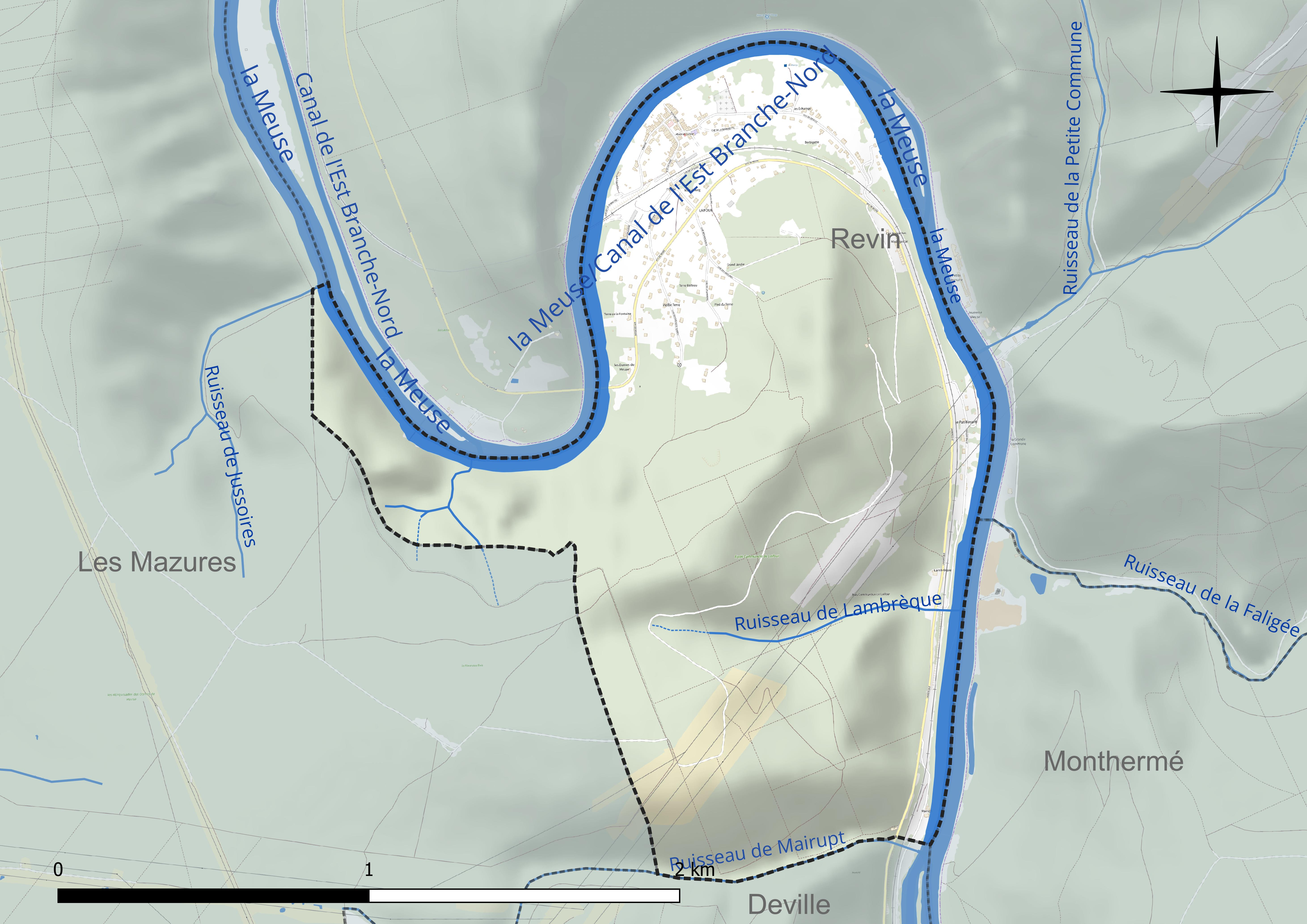
Réseau hydrographique de Laifour.

### Climat
Pour des articles plus généraux, voir Climat du Grand Est et Climat des Ardennes.
En 2010, le climat de la commune est de type climat de montagne, selon une étude du Centre national de la recherche scientifique s'appuyant sur une série de données couvrant la période 1971-2000. En 2020, Météo-France publie une typologie des climats de la France métropolitaine dans laquelle la commune est exposée à un climat océanique altéré et est dans la région climatique Lorraine, plateau de Langres, Morvan, caractérisée par un hiver rude (1,5 °C), des vents modérés et des brouillards fréquents en automne et hiver.
Pour la période 1971-2000, la température annuelle moyenne est de 9,9 °C, avec une amplitude thermique annuelle de 15,1 °C. Le cumul annuel moyen de précipitations est de 980 mm, avec 14,1 jours de précipitations en janvier et 9,5 jours en juillet. Pour la période 1991-2020, la température moyenne annuelle observée sur la station météorologique de Météo-France la plus proche, « Rocroi », sur la commune de Rocroi à 12 km à vol d'oiseau, est de 9,5 °C et le cumul annuel moyen de précipitations est de 1 210,4 mm. 
La température maximale relevée sur cette station est de 37,6 °C, atteinte le 25 juillet 2019 ; la température minimale est de −14,7 °C, atteinte le 4 février 2012,,.
Les paramètres climatiques de la commune ont été estimés pour le milieu du siècle (2041-2070) selon différents scénarios d'émission de gaz à effet de serre à partir des nouvelles projections climatiques de référence DRIAS-2020. Ils sont consultables sur un site dédié publié par Météo-France en novembre 2022.

## Urbanisme

### Typologie
Au 1er janvier 2024, Laifour est catégorisée commune rurale à habitat dispersé, selon la nouvelle grille communale de densité à 7 niveaux définie par l'Insee en 2022.
Elle est située hors unité urbaine. Par ailleurs la commune fait partie de l'aire d'attraction de Charleville-Mézières, dont elle est une commune de la couronne,. Cette aire, qui regroupe 132 communes, est catégorisée dans les aires de 50 000 à moins de 200 000 habitants,.

### Occupation des sols
L'occupation des sols de la commune, telle qu'elle ressort de la base de données européenne d’occupation biophysique des sols Corine Land Cover (CLC), est marquée par l'importance des forêts et milieux semi-naturels (75,1 % en 2018), une proportion identique à celle de 1990 (75,1 %). La répartition détaillée en 2018 est la suivante : 
forêts (75,1 %), zones urbanisées (14,9 %), eaux continentales (10 %). L'évolution de l’occupation des sols de la commune et de ses infrastructures peut être observée sur les différentes représentations cartographiques du territoire : la carte de Cassini (XVIIIe siècle), la carte d'état-major (1820-1866) et les cartes ou photos aériennes de l'IGN pour la période actuelle (1950 à aujourd'hui).

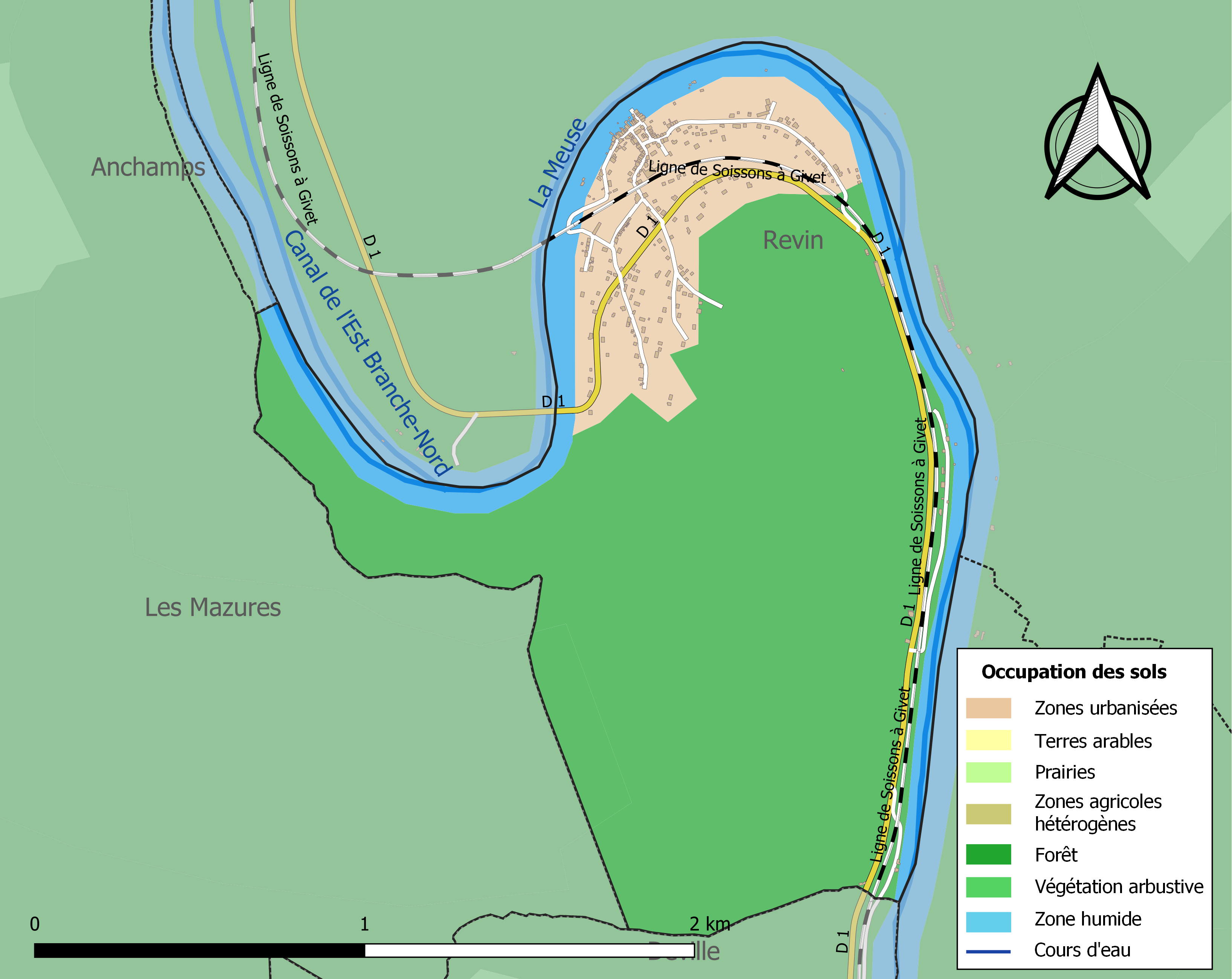
Carte des infrastructures et de l'occupation des sols de la commune en 2018 (CLC).

## Histoire

### Exode des habitants
Au cours de la Seconde Guerre mondiale, entre le 10 et 15 mai 1940, les habitants de Laifour sont dirigés vers Saint-Jean-de-Monts et ses environs, Saint-Gervais.

## Politique et administration
| Période                                  | Période      | Identité             | Étiquette | Qualité  |
| ---------------------------------------- | ------------ | -------------------- | --------- | -------- |
| 1953                                     | 1959         | Gabriel Charlier     |           |          |
| 21 mars 1971                             | 14 mars 1973 | Jean Gillard         |           |          |
| 6 mai 1973                               | 23 mars 1989 | Claude Dalmont       | PS        |          |
| 24 mars 1989                             | 23 mars 2001 | Hervé Tonglet        |           |          |
| 23 mars 2001                             | mai 2020     | Maurice Gengoux      |           | Retraité |
| mai 2020                                 | En cours     | Jean-Marie Gardellin |           |          |
| Les données manquantes sont à compléter. |              |                      |           |          |

## Démographie
L'évolution du nombre d'habitants est connue à travers les recensements de la population effectués dans la commune depuis 1793. Pour les communes de moins de 10 000 habitants, une enquête de recensement portant sur toute la population est réalisée tous les cinq ans, les populations de référence des années intermédiaires étant quant à elles estimées par interpolation ou extrapolation. Pour la commune, le premier recensement exhaustif entrant dans le cadre du nouveau dispositif a été réalisé en 2004.

En 2022, la commune comptait 410 habitants, en évolution de −10,87 % par rapport à 2016 (Ardennes : −2,97 %, France hors Mayotte : +2,11 %).
| 1793 | 1800 | 1806 | 1821 | 1831 | 1836 | 1841 | 1846 | 1851 |
| ---- | ---- | ---- | ---- | ---- | ---- | ---- | ---- | ---- |
| 147  | 171  | 182  | 184  | 204  | 203  | 239  | 244  | 251  |

| 1866 | 1872 | 1876 | 1881 | 1886 | 1891 | 1896 | 1901 | 1906 |
| ---- | ---- | ---- | ---- | ---- | ---- | ---- | ---- | ---- |
| 231  | 243  | 260  | 349  | 412  | 409  | 421  | 429  | 445  |

| 1911 | 1921 | 1926 | 1931 | 1936 | 1946 | 1954 | 1962 | 1968 |
| ---- | ---- | ---- | ---- | ---- | ---- | ---- | ---- | ---- |
| 514  | 461  | 496  | 594  | 556  | 459  | 557  | 682  | 768  |

| 1975 | 1982 | 1990 | 1999 | 2004 | 2006 | 2009 | 2014 | 2019 |
| ---- | ---- | ---- | ---- | ---- | ---- | ---- | ---- | ---- |
| 757  | 691  | 584  | 568  | 537  | 513  | 516  | 464  | 428  |

| 2022 | - | - | - | - | - | - | - | - |
| ---- | - | - | - | - | - | - | - | - |
| 410  | - | - | - | - | - | - | - | - |

## Lieux et monuments
- Gare de Laifour.
- Église Saint-Michel de Laifour.
- Ancien lavoir.
- La boucle de la Meuse, l'écluse de Laifour et la halte fluviale.
- Les Roches de Laifour au nord de la Meuse.
- Les Dames de Meuse au sud de la Meuse.
- La Voie verte Trans-Ardennes.
- Source ferrugineuse (rive droite de la Meuse).

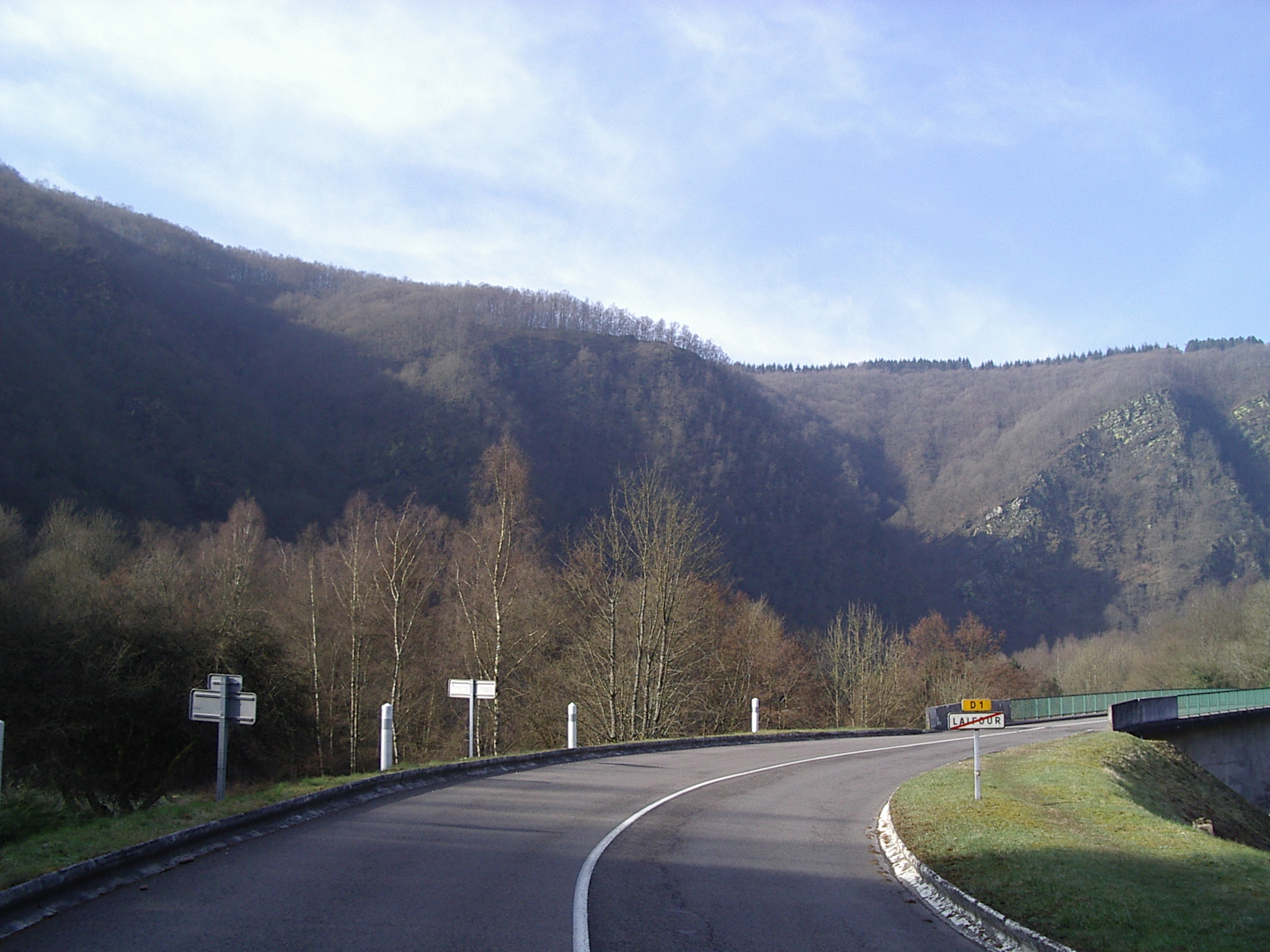
Dames de Meuse.
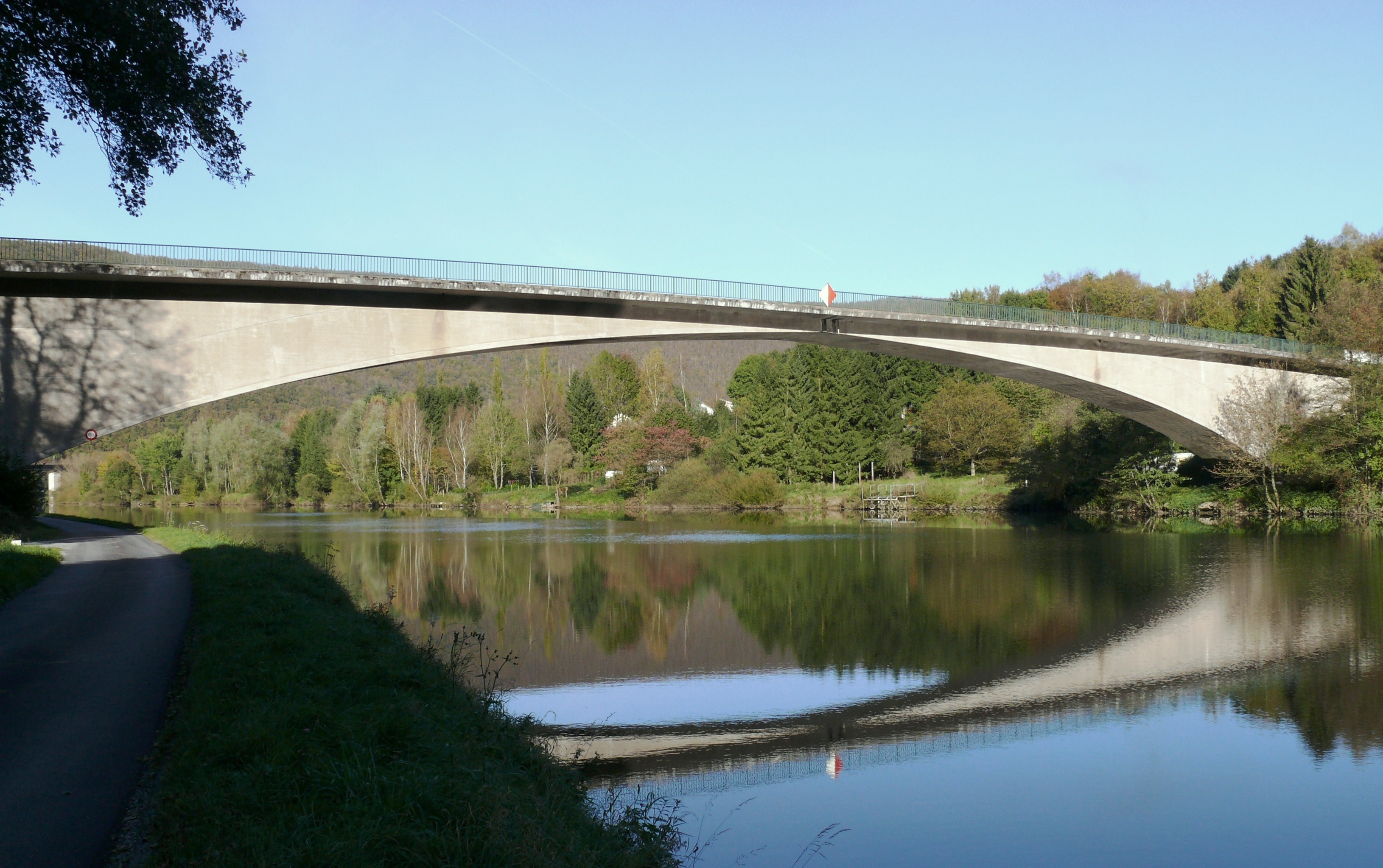
Pont routier sur la Meuse (D1).
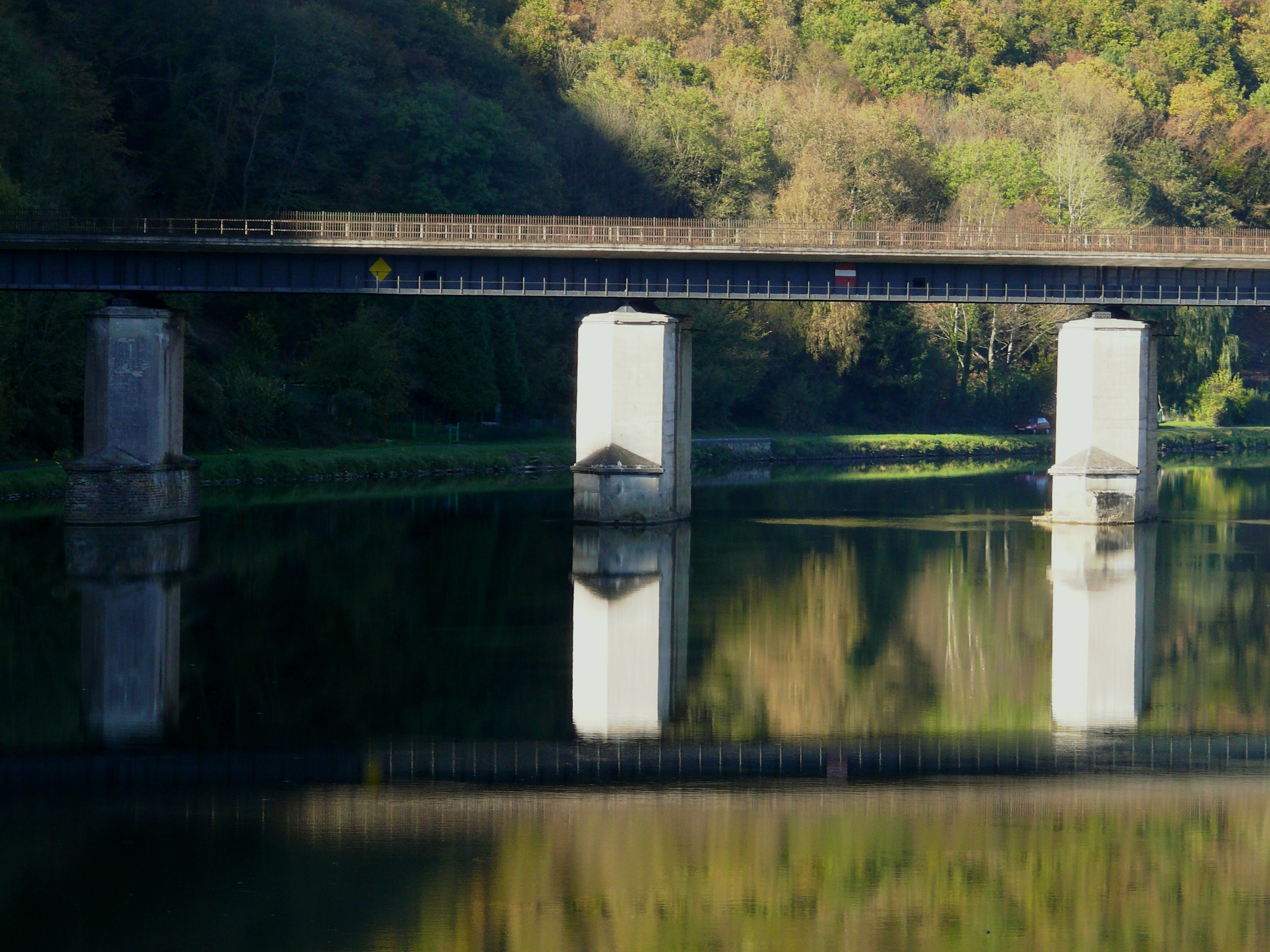
Viaduc ferroviaire sur la Meuse.
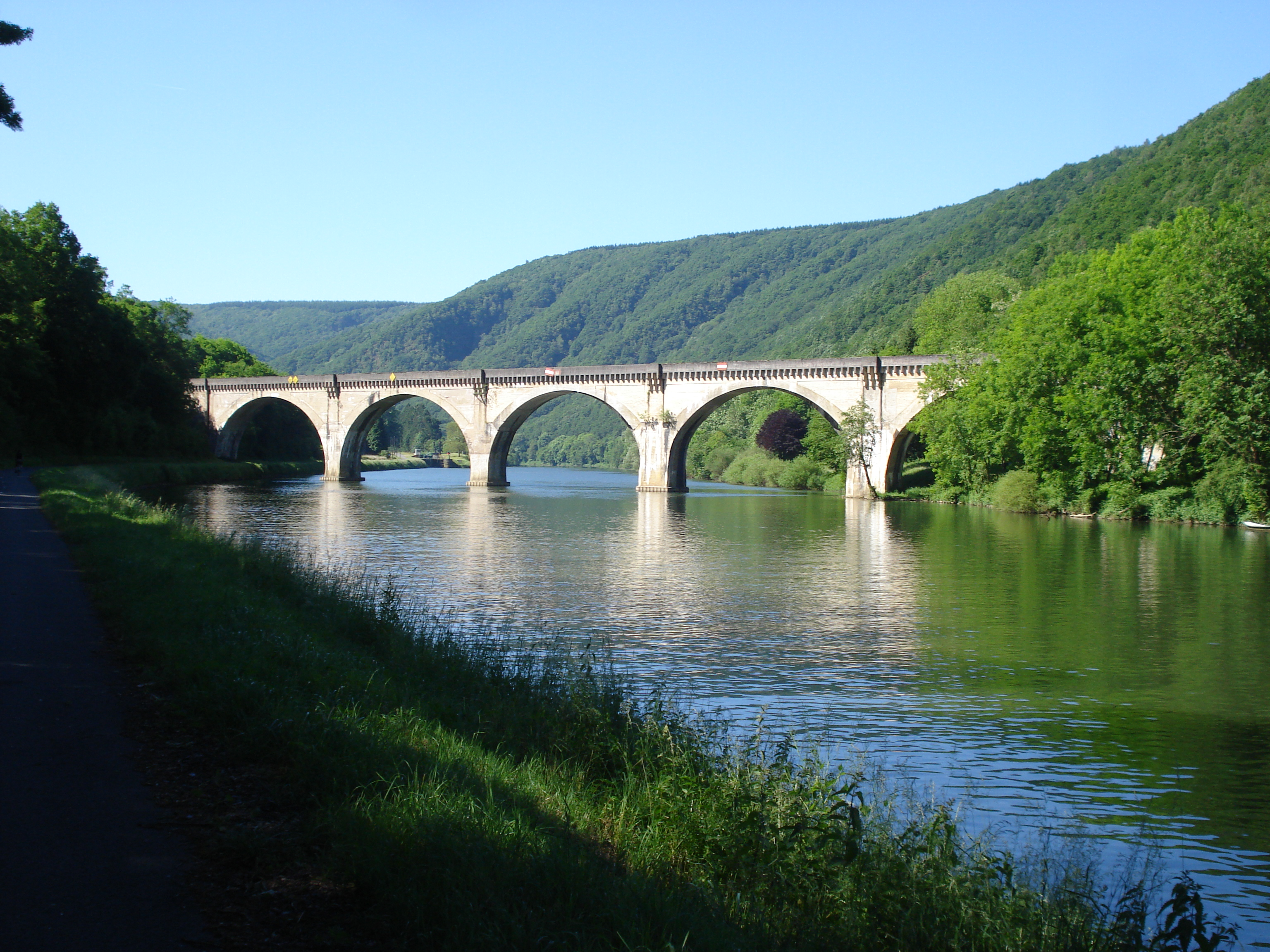
Viaduc ferroviaire entre Anchamps et Laifour.
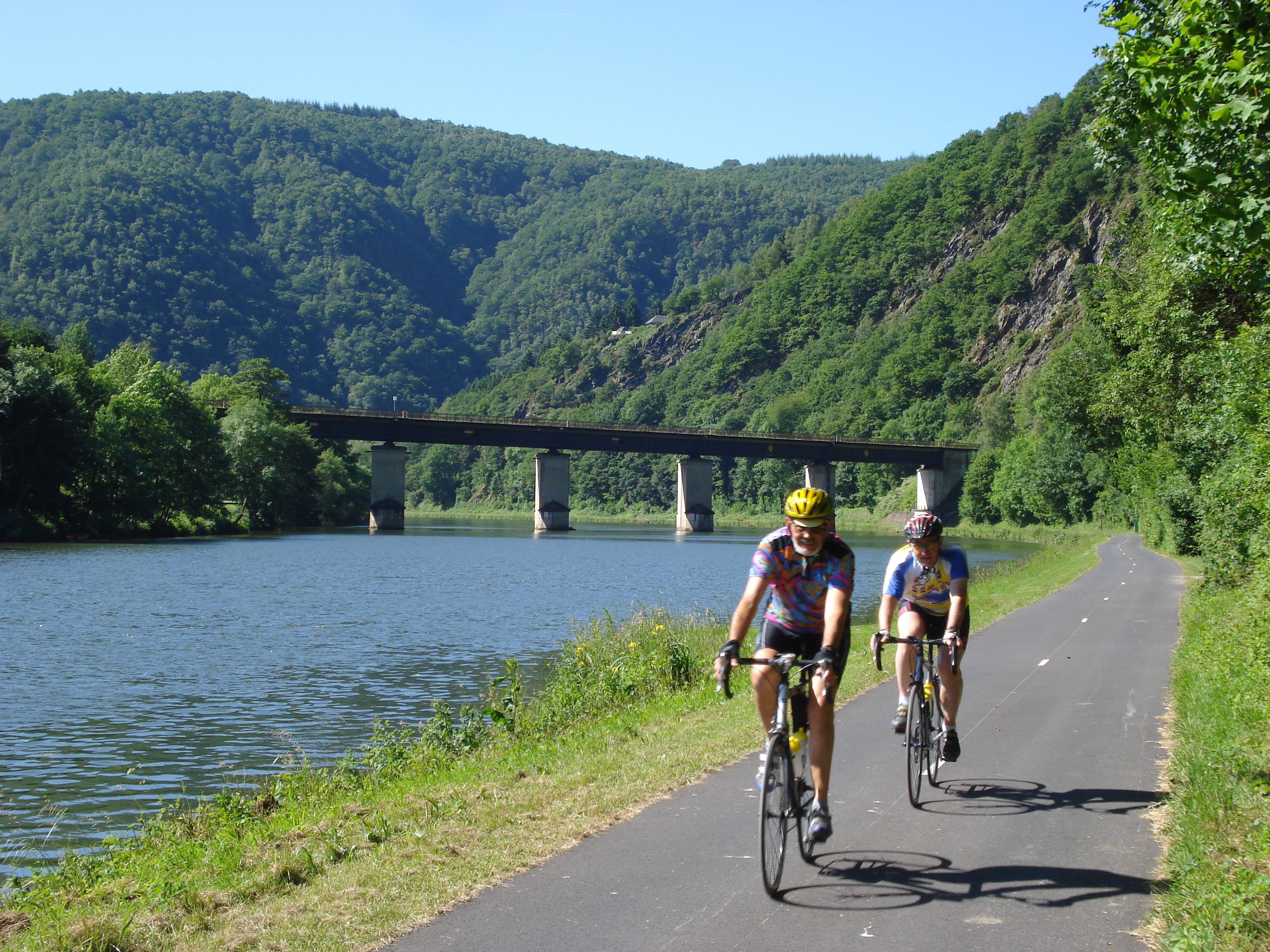
La Voie verte Trans-Ardennes à Laifour.
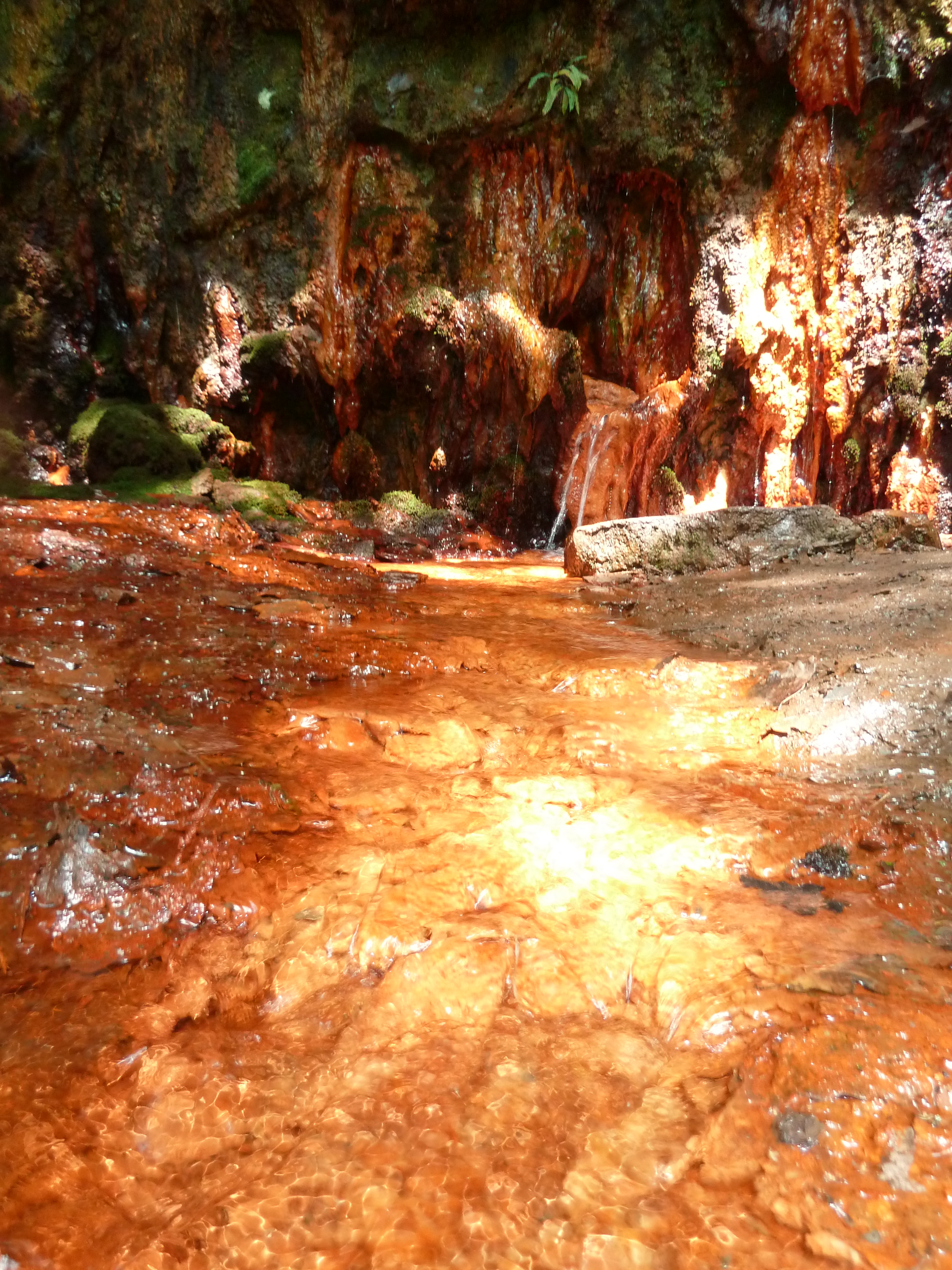
Source d'Source ferrugineuse.

## Personnalités liées à la commune
- Hervé Tonglet, sculpteur[25],[26].